# J. H. Wilkinson Prize for Numerical Software
Der J. H. Wilkinson Prize for Numerical Software wird alle vier Jahre für numerische Software im Bereich wissenschaftliches Rechnen vergeben. Der Preis wurde vom Argonne National Laboratory, dem National Physical Laboratory und der Firma Numerical Algorithms Group (NAG) vergeben und gesponsert und von 2019 an von der SIAM. Er ist nach James H. Wilkinson benannt (der seine Karriere an den drei preisstiftenden Institutionen verbrachte) und mit 3000 US-Dollar dotiert.
Sie wurde auf den Konferenzen des International Council for Industrial and Applied Mathematics (ICIAM) verliehen und wird ab 2019 auf der SIAM Conference on Computational Science and Engineering verliehen. Die Preisträger halten dort einen Vortrag.
Der Preis wird an Nachwuchswissenschaftler verliehen (der Ph.D. darf nicht mehr als zwölf Jahre zurückliegen). Die Auswahl beruht auf Klarheit der Software-Implementation und -Dokumentation, Wichtigkeit der Anwendungen, Portabilität, Zuverlässigkeit, Effizienz und Gebrauchsfähigkeit der Software-Implementation, Klarheit und Tiefe der Analyse der Algorithmen und der Software in den begleitenden Texten sowie Qualität der Testsoftware.

## Preisträger
- 1991 Linda Petzold für DASSL, einem Softwarepaket zur Lösung differential-algebraischer Gleichungen. Der Code ist öffentlich zugänglich (Public Domain).
- 1995 Christ Bischof, Alan Carle für ADIFOR 2.0, ein automatisches Differentierwerkzeug für Fortran-77-Programme. Der Code ist zugänglich für Lehrzwecke und nichtkommerzielle Forschung.
- 1999 Matteo Frigo, Steven G. Johnson für FFTW, eine C-Bibliothek für diskrete Fouriertransformation.
- 2003 Jonathan Shewchuk für Triangle, ein zweidimensionaler Gitter-Generator und Delaunay-Triangulator. Das Programm ist frei erhältlich.
- 2007 Wolfgang Bangerth, Guido Kanschat, Ralf Hartmann für deal.II, eine Software-Bibliothek für die Lösung partieller Differentialgleichungen mit adaptiven finiten Elementen. Es ist frei zugänglich.
- 2011 Andreas Waechter, Carl Lair für IPOPT, eine objektorientierte Bibliothek für die Lösung großskaliger stetiger Optimierungsprobleme. Sie ist frei zugänglich.
- 2015 Patrick Farrell (Universität Oxford), Simon Funke (Simula Research Lab), David Ham (Imperial College London), Marie Rognes (Simula Research Lab) für Dolfin-adjoint, eine Software, die automatisch Adjungierte von (nichtlinearen) partiellen Differentialgleichungen aus deren Finite-Elemente-Diskretisierungen ableitet und löst.
- 2019 Stefan Karpinski, Viral Shah und Jeff Bezanson für die Programmiersprache Julia
- 2023 Field Van Zee und Devin Matthews für das open-source Software-Framework BLIS